# تسهیلات اطلاعات تنوع زیستی جهانی

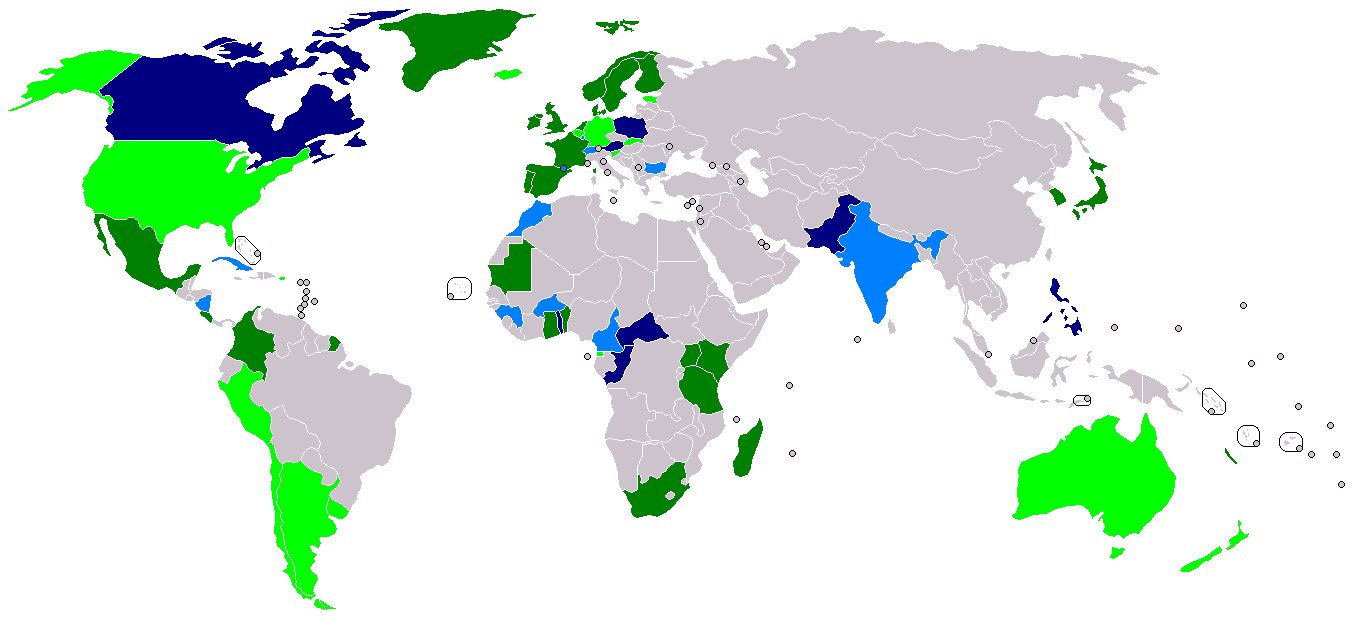

تسهیلات اطلاعات تنوع زیستی جهانی (انگلیسی: Global Biodiversity Information Facility) (اختصاری GBIF)؛ یک سازمان بین‌المللی با تمرکز بر ساخت داده‌های علمی در زمینه تنوع زیستی و در دسترس با بهره‌گیری از خدمات وب از طریق اینترنت است. معماری اطلاعات این سامانه امکان دسترسی و جستجو در داده‌های ارائه شده توسط مؤسسه‌های بسیاری از سراسر جهان را از طریق این درگاه واحد تسهیل می‌کند.
اطلاعات این سامانه دربرگیرندهٔ داده‌های زیستی گیاهان، جانوران، قارچ‌ها، میکروب‌ها و نام علمی آنهاست و این داده‌ها را دسترس‌پذیر کرده‌است.
مأموریت درگاه تسهیلات اطلاعات تنوع زیستی جهانی، تسهیل دسترسی آزاد و باز به داده‌های تنوع زیستی در سراسر جهان به‌منظور پی‌ریزی توسعه پایدار است.